# La Perala
La Perala es un pueblo de la provincia de Cáceres, España, perteneciente al municipio de Casar de Cáceres.

## Situación
Se sitúa 10 km al norte de la capital municipal y 20 km al norte de la capital provincial, junto a la carretera N-630 y a la línea de ferrocarril que une Cáceres con Plasencia y Madrid.

## Historia
En el siglo XX, antes de que se construyera la Autovía A-66, era un importante lugar de parada para los que se desplazaban por la carretera y el ferrocarril que iban de Asturias al oeste de Andalucía.
Sus datos de población en los últimos años han sido los siguientes:
- 2002: 14 habitantes
- 2005: 15 habitantes
- 2008: 26 habitantes
- 2011: 29 habitantes